# Oresbius
Oresbius är ett släkte av steklar som beskrevs av Marshall 1867. Oresbius ingår i familjen brokparasitsteklar.

## Bildgalleri

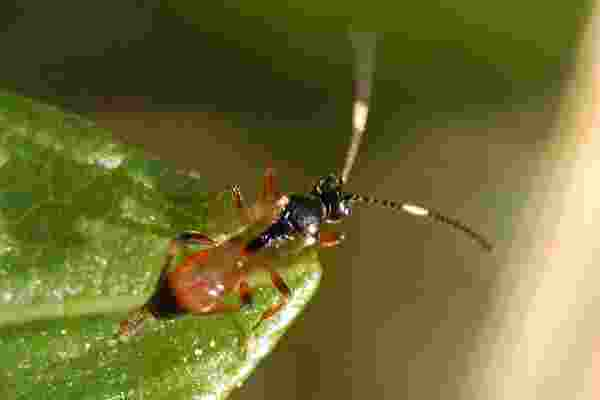
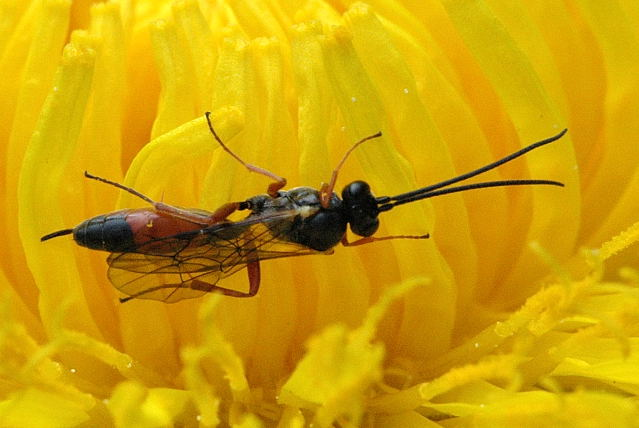

## Dottertaxa tillOresbius, i alfabetisk ordning[1][2]
- Oresbius albicoxus
- Oresbius alexanderi
- Oresbius alpinophilus
- Oresbius ambulator
- Oresbius aniptus
- Oresbius areolatus
- Oresbius arridens
- Oresbius bipunctatus
- Oresbius castaneus
- Oresbius ciliatus
- Oresbius cognatus
- Oresbius dorsator
- Oresbius excelsus
- Oresbius forticauda
- Oresbius fulvibasis
- Oresbius funereus
- Oresbius galactinus
- Oresbius habermehli
- Oresbius hirticornis
- Oresbius laticeps
- Oresbius leucopsis
- Oresbius lindrothi
- Oresbius major
- Oresbius mucronatus
- Oresbius nigricornis
- Oresbius nivalis
- Oresbius nivarius
- Oresbius nordenskioldii
- Oresbius orbitus
- Oresbius oresbius
- Oresbius palanderii
- Oresbius parallelus
- Oresbius punctifer
- Oresbius quadriceps
- Oresbius romani
- Oresbius rufidorsum
- Oresbius rufinotus
- Oresbius septentrionalis
- Oresbius shumaginensis
- Oresbius sibiricus
- Oresbius subguttatus
- Oresbius sublaevis
- Oresbius taeniatus
- Oresbius tegularis
- Oresbius teres
- Oresbius tibialis
- Oresbius trifasciatus
- Oresbius tsugae
- Oresbius tumulus
- Oresbius waigatschensis
- Oresbius vockerothi
- Oresbius vultuosus